# Альпбах
Альпбах (нім. Alpbach) — містечко й громада округу Куфштайн у землі Тіроль, Австрія.
Альпбах лежить на висоті 975 м над рівнем моря і займає площу 58,38 км². Громада налічує 2600 мешканців.
Густота населення 45/км².
|                                  |
| Альпбах на мапі округу та землі. |

 Адреса управління громади: Alpbach 168, 6236 Alpbach.

## Відомі особи
В Альпбасі провів останні роки свого життя Ервін Шредінгер. Тут він і похований.

## Галерея

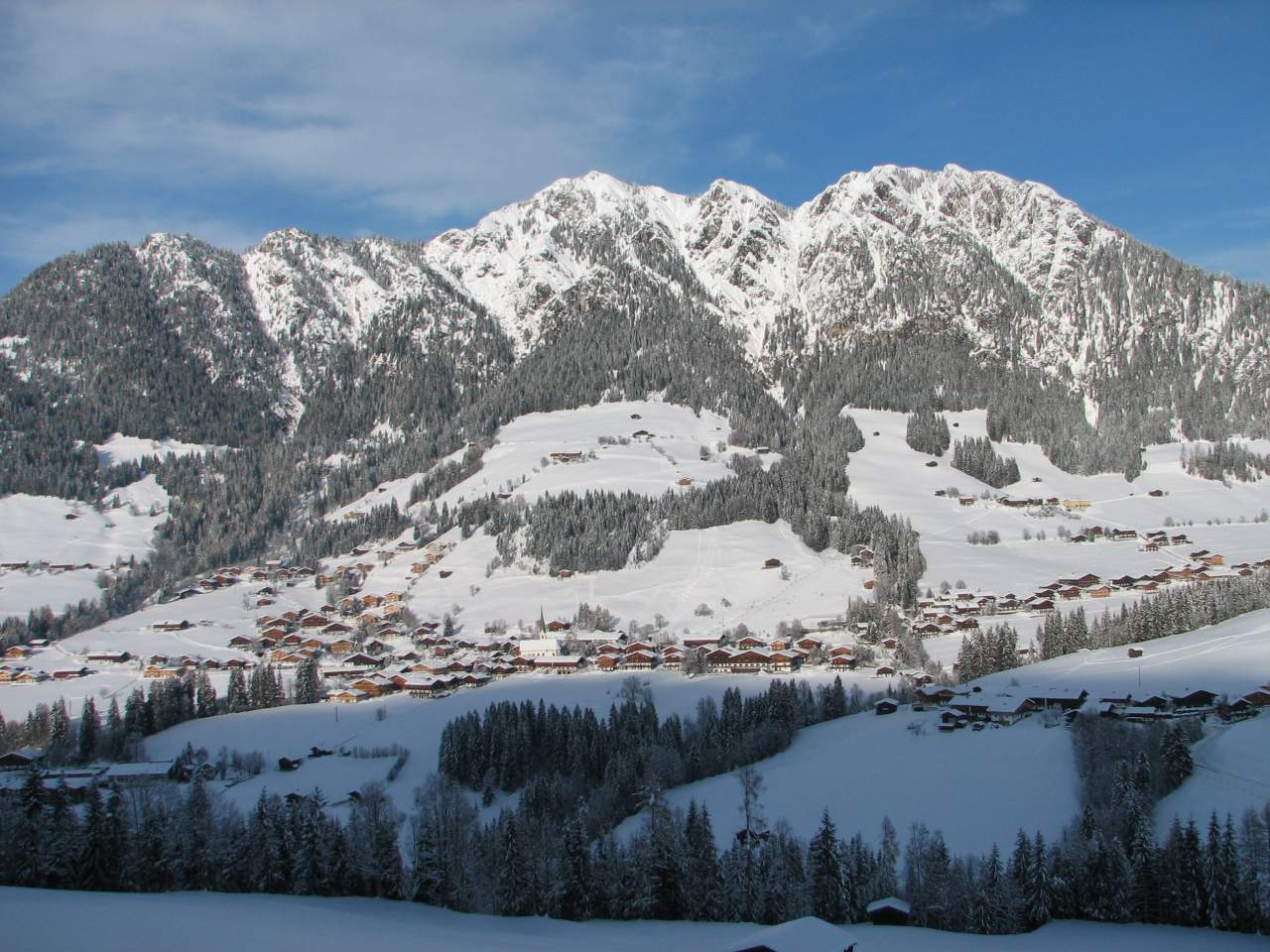
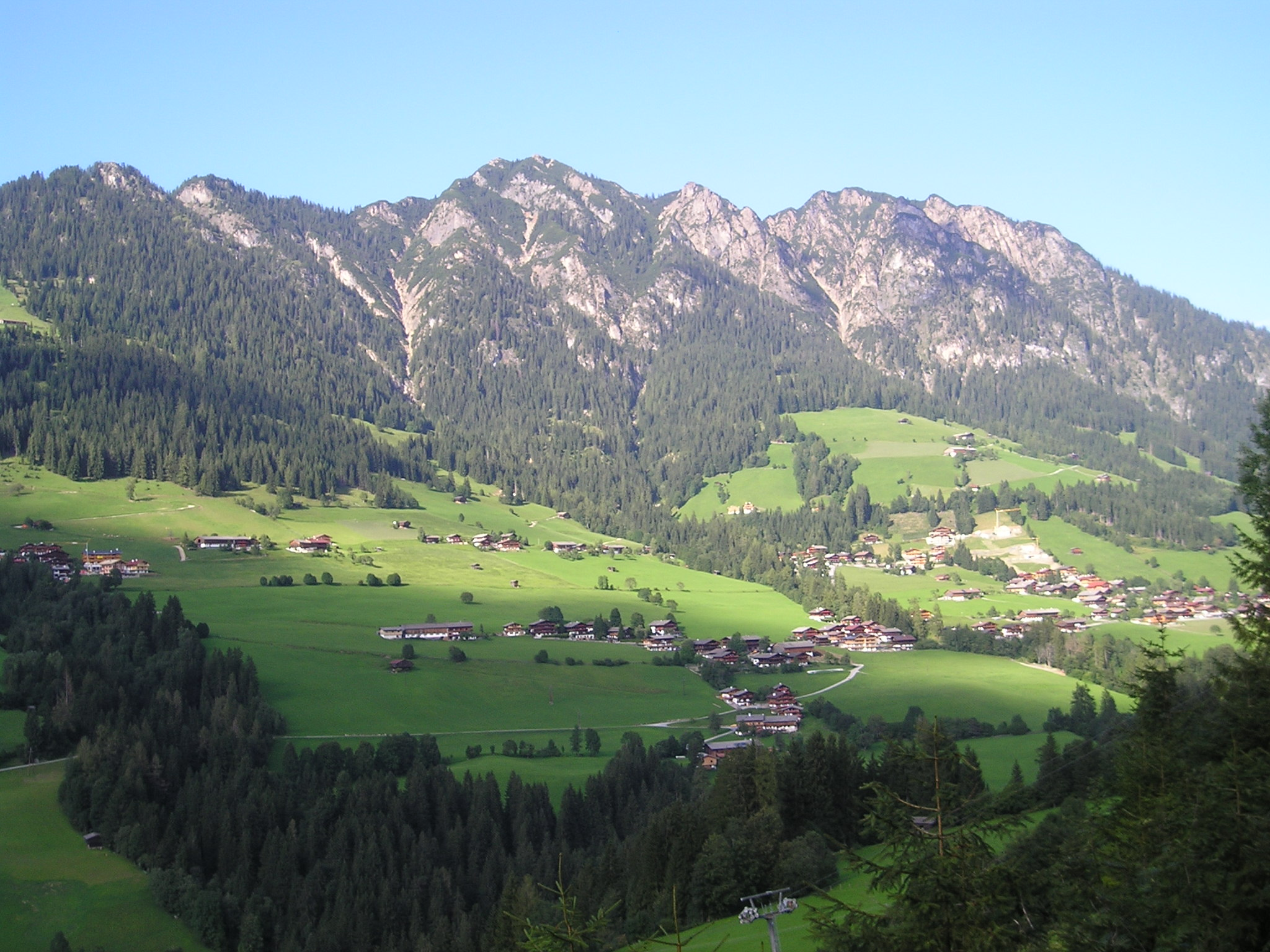
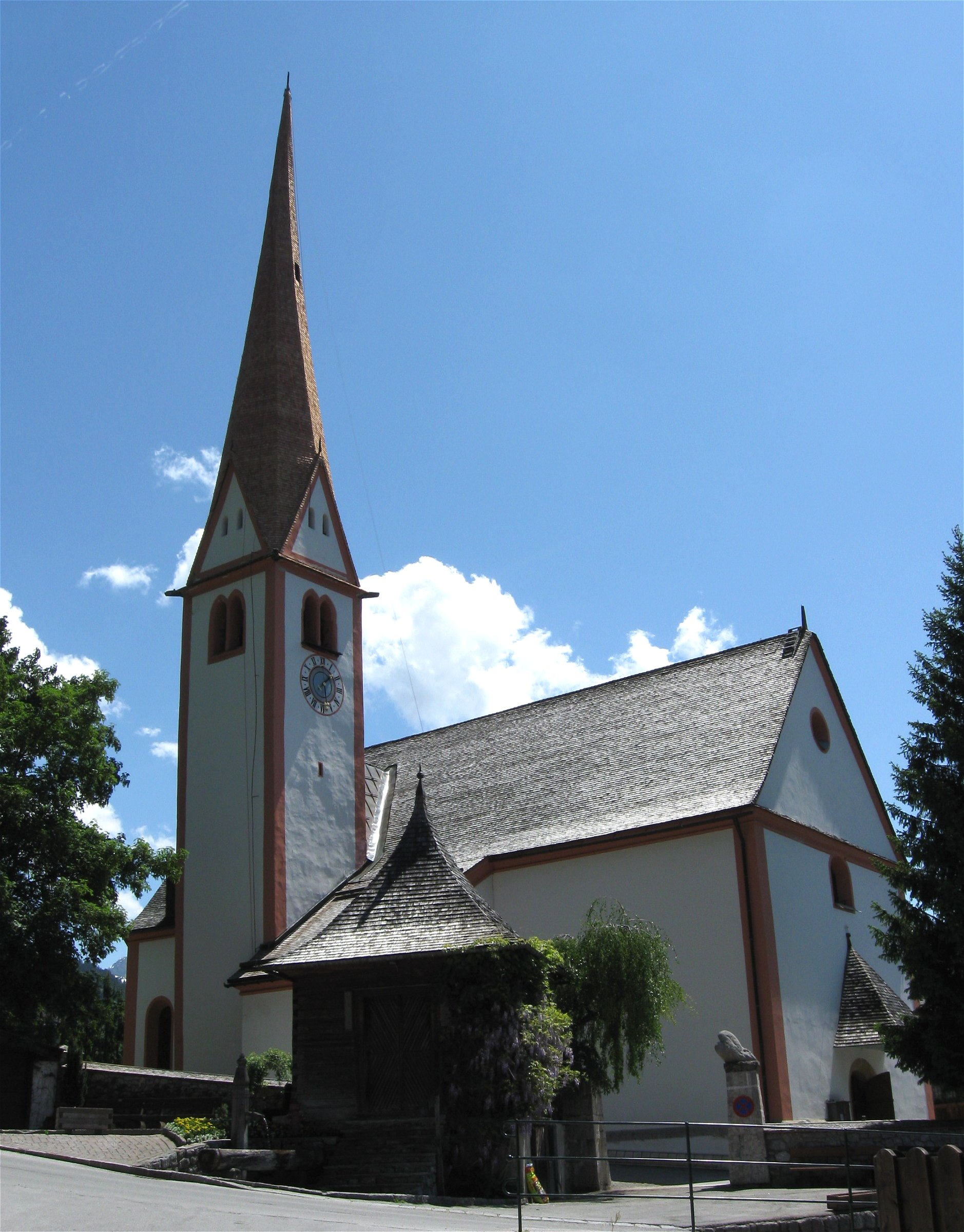
Церква св. Освальда
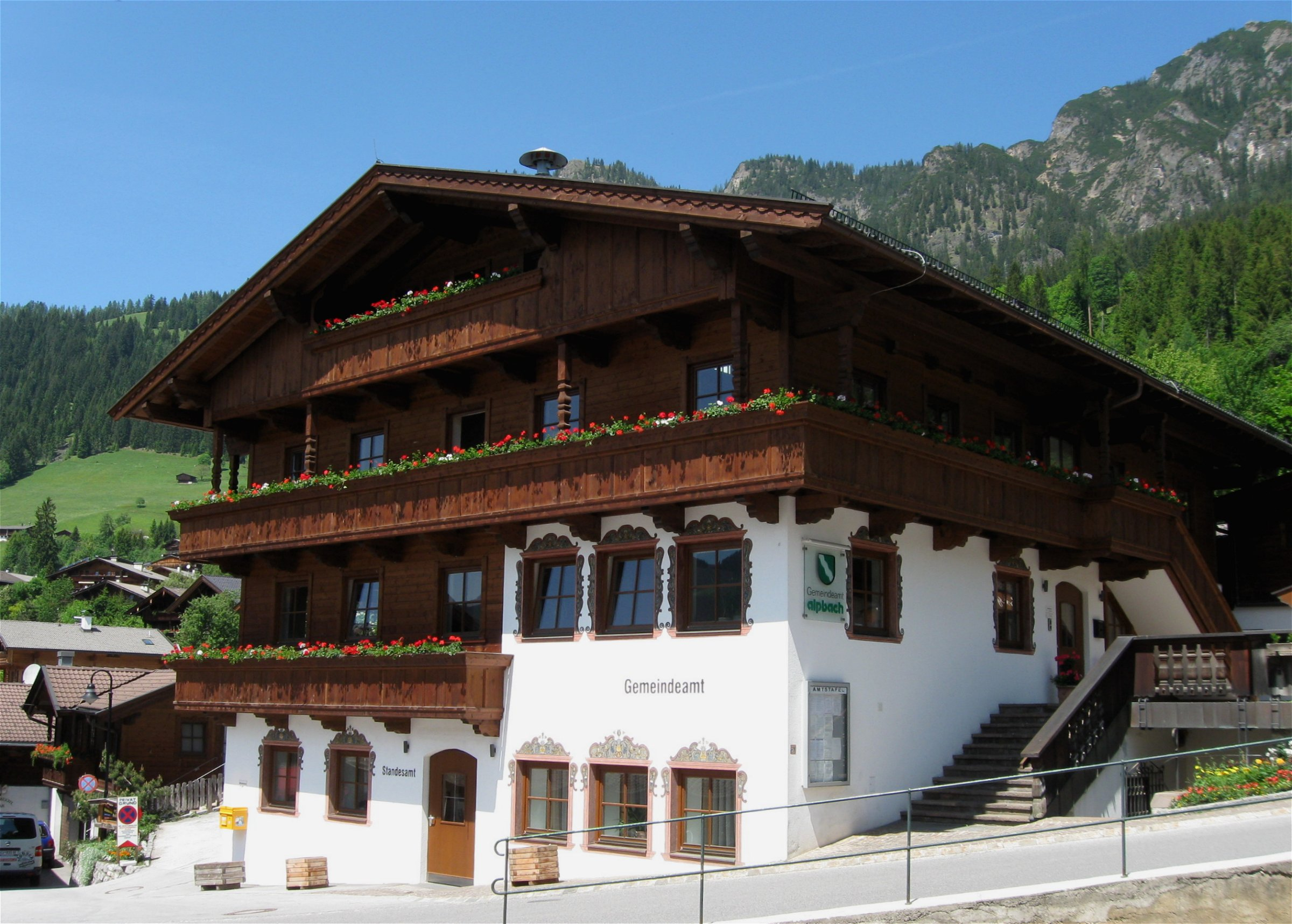
Управління
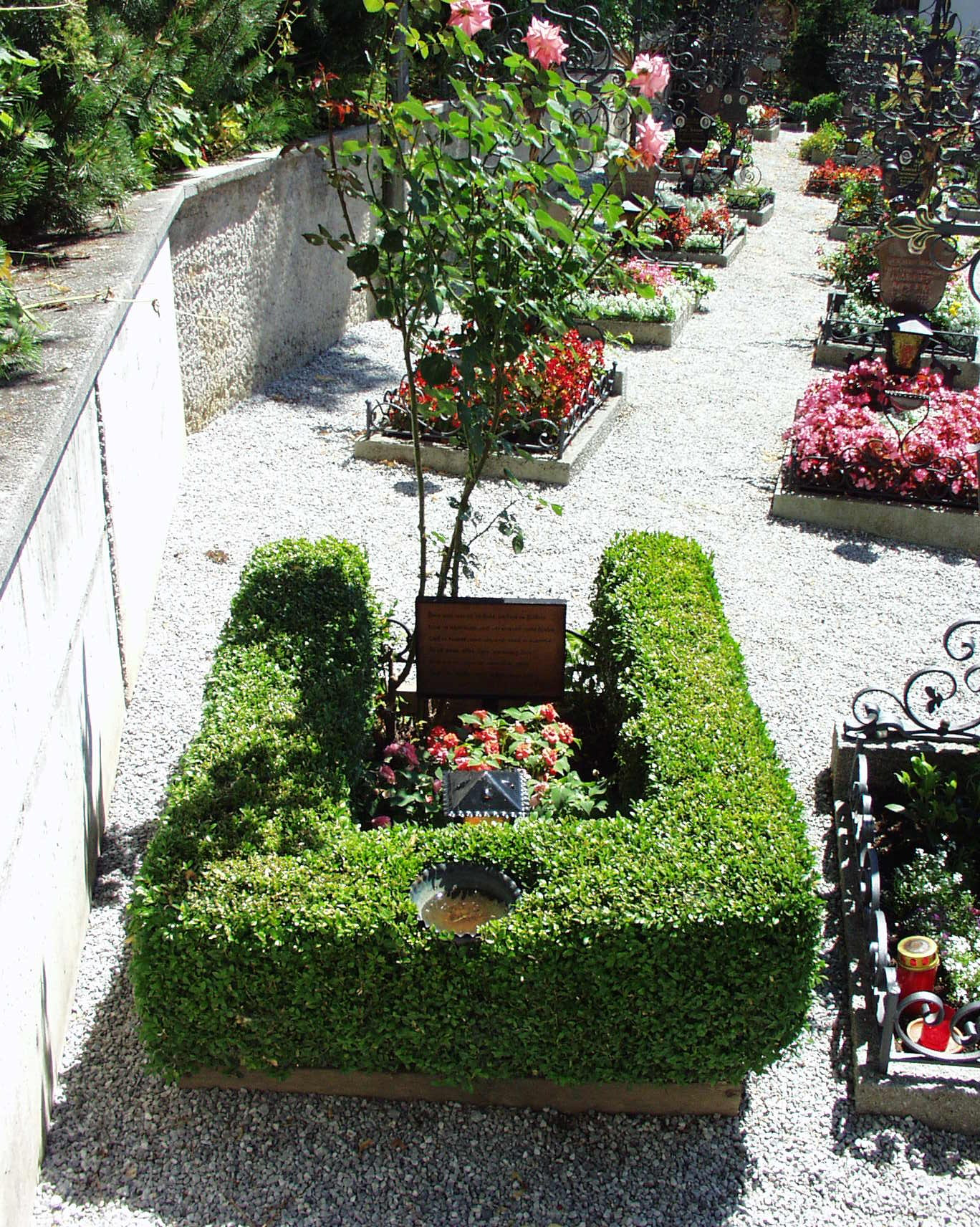
Могила Ервіна Шредінгера